# Dót
Dót (danh pháp hai phần: Ehretia asperula), còn được dân gian gọi là xạ đen, xạ đen Hòa Bình là loài thực vật có hoa trong họ Ehretiaceae. Loài này được Zoll. & Moritzi mô tả khoa học đầu tiên năm 1846.